# Алексиев, Евгений
Евгений Алексиев (род. 1967, Сливен, Болгария) — французский оперный певец (баритон).

## Биография
Евгений Алексиев родился в 1967 году в Сливене, Болгария. С 1992 года живёт во Франции.
Евгений Алексиев известен исполнением партий во французских операх: «Таис» Массне, «Кармен» Бизе, произведениях Гуно, Рамо. В репертуаре певца также партии в операх Моцарта, Россини, Доницетти, Верди, Пуччини и «Евгений Онегин» Чайковского.
В 1995 году в Филадельфии Алексиев стал первым лауреатом премии Лучано Паваротти.

## Карьера
В феврале 1993 года Алексиев был приглашен в оперу Марселя, на концерт Ассоциации Дель Монако, а также в оперу Авиньона Раймона Дюффо, на мероприятие, где выступали только молодые певцы. В том же году он получил первую оперную премию на конкурсе Алес и был финалистом в конкурсе Синдической палаты директоров французских оперных театров. Получил признание в лице  Антуана Бурсейлера, который пригласил  его участвовать в постановке "Дон Жуана"; он также играл Дона Базилио с Жан-Клодом Мальгуаром в "Севильском цирюльнике".  В 1995 году поступил на учебу в Центр оперного образования Национальной оперы Парижа, а также был финалистом Международного песенного конкурса имени Лучано Паваротти в Филадельфии. Он принимал участие в различных постановках во Франции, в том числе "Евгений Онегин" в опере Лилля, "Дидона" Франческо Кавалли в комедийной опере под руководством Кристофа Руссе, "Пеллеас и Мелизанда" в опере Нанта, "Аппель де ла Мер" Анри Рабо , в опере Нанси под руководством Марка Фостера. Он также был приглашен пражским оперным театром на роль пингвина в "Турандот" и играл Фигаро в "Севильском цирюльнике" на фестивале в Химгауэре, в Германии. В 1998-2000 годах Алексиев гастролировал в Германии. В течение года Верди он играл такие роли , как Риголетто , Яго, Дон Карло Ди Варгас, Форд, Амонасро и Родригес в серии концертов в Мюнхене и Берлине. Он пел Папагено в постановке Клода Сантелли в Париже, Дон Жуана в опере Ниццы, Меркурио в опере L'incoronazione di Poppea в Нью-Йорке, постановке оперы Амстердама с Пьером Ауди, Шонаром в Лозаннской опере и в Люксембургской , Эскамильо на большой французской сцене и в Тулонской опере, Зилианте в "Ролане" Жан-Батиста Люля под руководством Кристофа Руссе.

## Репертуар
- Бизе: Эскамильо («Кармен»);
- Верди: Граф ди Луна («Трубадур»), Форд («Фальстаф»), Родриго, маркиз ди Поза («Дон Карлос»), Ренато («Бал-маскарад»), Дон Карлос де Варгас («Сила судьбы»);
- Ге́ндель: Минос («Ариадна на Крите»);
- Энгельбе́рт Гумперди́нк: «Гензель и Гретель»;
- Гуно: «Полиевкт»́;
- Доницетти: Белькоре («Любовный напиток», Гортензио («Дочь полка»;
- Жан Бати́ст Люлли: Демогоргон, Зилиант («Роланд»);
- Монтеве́рди: Меркурий («Коронация Поппеи»);
- Массне: Атанаэль («Таис»), Монах-скульптор («Жонглёр Богоматери»);
- Моцарт: Граф Альмавива, Фигаро («Свадьба Фигаро»), Дон Жуан («Дон Жуан»), Папагено («Волшебная флейта»);
- Пуччини: Марсель («Богема»), Шарплес («Мадам Баттерфляй»), Пинг («Турандот»);
- Жан Филипп Рамо: Абраман («Зарату́стра»), Момус, Китерон («Платея»);
- Россини: Фигаро («Севильский цирюльник»);
- Пёрселл: Эней («Дидона и Эней»);
- Жозе́ф Ги Мари́ Ропа́рц: Йорген («Страна»);
- Эрманно Вольф-Феррари: Арлекин («Хитрая вдова»);
- Чайковский: Евгений Онегин («Евгений Онегин»);
- Иоганн Штраус (сын): Доктор Фальк («Летучая мышь»)

## Дискография
La Vedova Scaltra, Ermanno Wolf-Ferrari,Orchestre National de Montpellier,Chef d’orchestre: Enrique Mazzola,CD(25 octobre 2004)
Roland,opéra, Jean-Baptiste Lully, joué par les Talents Lyriques, CD;Editeur: Ambroisie, AMB 9949, 2004 — coffret avec 3 CD
Zoroastre (DVD),Pierre Audi,Opus Arte,16 mai 2007
Le Jongleur de Notre Dame, Jules Massenet (Compositeur), Roberto Alagna, Evgueniy Alexiev, CD(24 août 2009)
Les Grandes Eaux Musicales De Versailles,Lully, Gluck, Rameau, Desmarest, Les Talents Lyriques, Christophe Rousset,CD (25 mars 2008)
La Esmeralda, Louise Bertin, Universal Music, 2 CD, juin 2009